# New Milford (Connecticut)
Pour les articles homonymes, voir New Milford.
New Milford est une ville située dans le comté de Litchfield, dans l'État du Connecticut aux États-Unis. Lors du recensement de 2010, New Milford avait une population totale de 28 142 habitants.

## Géographie
Selon le Bureau du recensement des États-Unis, la superficie de la ville est de 63,73 milles carrés (165,06 km2), dont 61,57 milles carrés (159,47 km2) de terres et 2,17 milles carrés (5,62 km2) de plans d'eau (soit 3,3 %).

## Histoire
La ville se situe sur d'anciennes terres autochtones (Weantenock) vendues à des personnes originaires de Milford. New Milford devient une municipalité en 1712.

## Démographie
Lors du recensement de 2010, la municipalité de New Milford comptait 28 142 habitants, dont 6 523 dans le bourg de New Milford, qui constitue un census-designated place (New Hartford CDP).
D'après le recensement de 2000, il y avait 27 121 habitants, 10 018 ménages, et 7 273 familles dans la ville. La densité de population était de 170,0 hab/km2. Il y avait 10 710 maisons avec une densité de 67,1 maisons/km2. La décomposition ethnique de la population était : 94,33 % blancs ; 1,41 % noirs ; 0,15 % autochtone ; 1,91 % asiatiques ; 0,03 % natifs des îles du Pacifique ; 0,68 % des autres races ; 1,50 % de deux ou plus races. 2,77 % de la population était hispanique ou Latino de n'importe quelle race.
Il y avait 10 018 ménages, dont 38,0 % avaient des enfants de moins de 18 ans, 60,0 % étaient des couples mariés, 9,0 % avaient une femme qui était parent isolé, et 27,4 % étaient des ménages non-familiaux. 21,3 % des ménages étaient constitués de personnes seules et 6,4 % de personnes seules de 65 ans ou plus. Le ménage moyen comportait 2,68 personnes et la famille moyenne avait 3,15 personnes.
Dans la ville la pyramide des âges était 27,4 % en dessous de 18 ans, 5,8 % de 18 à 24, 33,1 % de 25 à 44, 24,2 % de 45 à 64, et 9,5 % qui avaient 65 ans ou plus. L'âge médian était 37 ans. Pour 100 femmes, il y avait 97,0 hommes. Pour 100 femmes de 18 ans ou plus, il y avait 93,8 hommes.
Le revenu médian par ménage de la ville était 65 354 dollars US, et le revenu médian par famille était $75 775. Les hommes avaient un revenu médian de $50 523 contre $34 089 pour les femmes. Le revenu par habitant de la ville était $29 630. 3,3 % des habitants et 2,1 % des familles vivaient sous le seuil de pauvreté. 2,7 % des personnes de moins de 18 ans et 5,5 % des personnes de plus de 65 ans vivaient sous le seuil de pauvreté.
| 1756  | 1774  | 1782  | 1790  | 1800  | 1810  |
| ----- | ----- | ----- | ----- | ----- | ----- |
| 1 137 | 2 776 | 3 015 | 3 167 | 3 221 | 3 537 |

| 1820  | 1850  | 1860  | 1870  | 1880  | 1890  |
| ----- | ----- | ----- | ----- | ----- | ----- |
| 3 830 | 4 508 | 3 535 | 3 586 | 3 907 | 3 917 |

| 1900  | 1910  | 1920  | 1930  | 1940  | 1950  |
| ----- | ----- | ----- | ----- | ----- | ----- |
| 4 804 | 5 010 | 4 781 | 4 700 | 5 559 | 5 799 |

| 1960  | 1970   | 1980   | 1990   | 2000   | 2010   |
| ----- | ------ | ------ | ------ | ------ | ------ |
| 8 318 | 14 601 | 19 420 | 23 629 | 27 121 | 28 142 |